# Lethe bhutya
Lethe bhutya är en fjärilsart som beskrevs av Talbot 1947. Lethe bhutya ingår i släktet Lethe och familjen praktfjärilar. Inga underarter finns listade i Catalogue of Life.